# 174. vestlige længdekreds
Den 174. vestlige længdekreds (eller 174 grader vestlig længde) er en længdekreds, der ligger 174 grader vest for nulmeridianen. Den løber gennem Ishavet, Asien, Stillehavet, det Sydlige Ishav og Antarktis.